# مجاعة تنبو

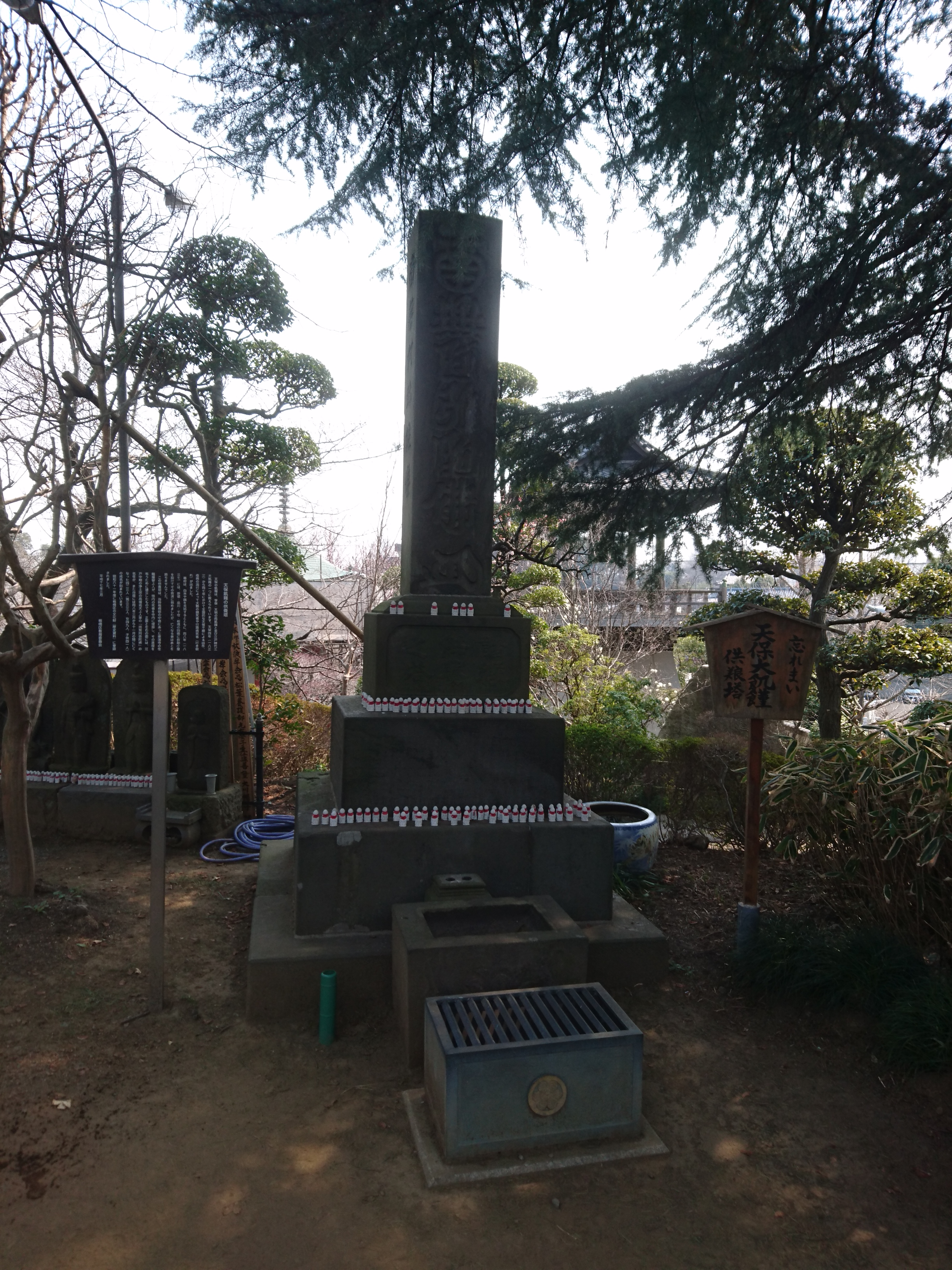

كانت مجاعة تنبو (باليابانية: 天保の飢饉)، والمعروفة أيضًا باسم مجاعة Tenpō العظيمة (天保 の 大 飢饉 ، Tenpō no daikikin) مجاعة أثرت على اليابان خلال فترة إيدو. ويعتقد أنها بدأت في عام 1833، واستمرت حتى عام 1837. وقد سمي بعد عصر تينبو (1830-1844)، في عهد الإمبراطور نينكو. وكان الحكم شيجون خلال المجاعة توكوغاوا يناري.
كانت المجاعة أشد في شمال هونشو وكان سببها الفيضانات والطقس البارد.
كانت المجاعة واحدة من سلسلة من الكوارث التي هزت إيمان الناس في حزب الباكوفو الحاكم. خلال نفس الفترة مثل المجاعة، كان هناك أيضا (Kōgo Fire of Edo 1834) وزلزال بقوة 7.6 درجة في منطقة Sanriku) 1835). في عام 1837 ، في العام الأخير من المجاعة، قاد (shio Heihachirō) ثورة في أوساكا ضد المسؤولين الفاسدين الذين رفضوا المساعدة في إطعام سكان المدينة الفقراء. ثورة أخرى نشأت في مجال (Chōsh) أيضا في عام 1837، ظهرت السفينة التجارية الأمريكية موريسون قبالة سواحل شيكوكو، وتم طردها بالمدفعية الساحلية. مجموع هذه الحوادث جعل توكوغاوا باكوفو يبدو ضعيفًا وعاجزًا، وكشف عن فساد المسئولين الذين استفادوا من هذا الأمر في الوقت الذي عانى فيه عامة الناس.